# Frédérique Leroy
Pour les articles homonymes, voir Leroy.
Frédérique Leroy, née en 1964, est une reine de beauté française. Elle fut élue Miss Bordeaux 1982, 1re dauphine de Miss France, puis désignée Miss France 1983. Elle est également 1re dauphine de Miss Europe 1984.

## Biographie
En décembre 1982, l'élection de Miss France 1983 a lieu à l'Hôtel PLM Saint-Jacques, à Paris, Frédérique Leroy, Miss Bordeaux, jeune femme blonde de 19 ans est élue 1re dauphine de Miss France Isabelle Turpault.
Elle sera désignée Miss France 1983 en remplacement d'Isabelle Turpault, destituée après 2 mois de règne après la publication de photos dénudées.
Le 11 juillet 1983, elle est la représentante de la France au concours Miss Univers. Elle ne sera pas demi-finaliste.
Le 17 novembre 1983, elle est la représentante de la France au concours Miss Monde. Elle ne sera pas demi-finaliste.
Elle sera par la suite élue 1re dauphine de Miss Europe 1984.